# Manfred-Rommel-Platz
Der Manfred-Rommel-Platz (kurz Rommel-Platz, ursprünglich Straßburger Platz) ist ein geplanter Platz in Stuttgart, der nach dem ehemaligen Oberbürgermeister Manfred Rommel benannt werden soll. Vorgesehen für die Benennung ist eine Fläche, die im Zuge des Projekts Stuttgart 21 im Nordosten des bestehenden Gebäudes des Hauptbahnhof Stuttgart, oberhalb der neuen Gleisanlagen, entsteht. Der Platz befindet sich als Bestandteil des zukünftigen Bahnhofsdachs im Eigentum der Deutschen Bahn, auf ihm befinden sich dann die Lichtaugen für den neuen Hauptbahnhof. Im Westen wird er an den Kurt-Georg-Kiesinger-Platz angrenzen, im Osten an den Schlossgarten.

## Name
Benannt werden soll der Platz nach dem ehemaligen Stuttgarter Oberbürgermeister Manfred Rommel, der als einer der Erfinder von Stuttgart 21 gilt und das Projekt stets befürwortete.
Ursprünglich hätte der Platz Straßburger Platz heißen und an die Städtepartnerschaft zwischen Stuttgart und Straßburg erinnern sollen. Für diesen Zweck sucht die Stadt nun einen anderen Platz auf dem neu entstehenden Gelände hinter dem Bahnhof. Der Umbenennung war eine Diskussion in der Stuttgarter Kommunalpolitik vorangegangen. Die Entscheidung erläuterte der damalige Oberbürgermeister Fritz Kuhn in Straßburg persönlich.

## Fläche und Platzgestaltung
Der Platz soll eine Fläche von rund 15.000 m² umfassen; eine Teilfläche des Dachs des neuen Hauptbahnhofs. Er soll städtebaulich den Übergang zum künftigen Rosenstein-Quartier markieren. An den Seiten soll der Platz von je einer Baumreihe gesäumt werden. Auf dem Platz sollen sich elf der insgesamt 23 Lichtaugen und eine große Eingangsschale in Richtung Kurt-Georg-Kiesinger-Platz befinden. In Richtung Südosten und Nordosten schließt jeweils eine weitere Eingangsschale an; die erste und größere wird ausgerichtet zur Schillerstraße, dem Platz am Turm und der Klett-Passage, die zweite zum Mittleren Schlossgarten und der Straße „Am Schlossgarten“.
Nach einem 2018 zwischen der Stadt und der Deutschen Bahn geschlossenen Vertrag sollte zwischen den Lichtaugen und der Eingangsschale Asphalt gegossen und darauf eine Einstreu aus Gesteinssplitt aufgewalzt werden. Zuvor war eine wassergebundene Decke aus verteiltem und gewalztem Gesteinssplitt vorgesehen gewesen. Diese wurde aufgrund erwarteter Staubentwicklung zu Gunsten der teureren Asphaltlösung verworfen. Mitte 2022 beschloss der Gemeinderat schließlich, an Stelle der Asphaltdecke einen Rasen auftragen zu lassen. Dazu ist eine Beregnungsanlage zu planen, die zu einem höheren Investitions- und Betriebsaufwand führt. Zwei Wege (kreuzende Diagonalen) sollen weiterhin mit Asphaltstreifen ausgeführt werden.